# Het magische schip
Het Magische Schip (Ship of Magic) is het eerste boek in de De boeken van de Levende Schepen trilogie en is geschreven door Robin Hobb. Het was haar vierde boek onder dit pseudoniem, en is gepubliceerd in 1999. De Nederlandse vertaling is van Peter Cuijpers.
De trilogie speelt zich af in het Rijk van de Ouderlingen. Zie dat artikel voor verdere achtergrondinformatie.

## Personages

### Familie Vestrit
Ephron Vestrit: De oude vaarder Ephron was een ruimhartige en bekwame zeeman die getrouwd was met Ronica Vestrit. Met haar had hij vijf kinderen, maar hun drie zoons stierven aan de bloedpest. Zijn overgebleven kinderen waren Keffria en Althea. Hij heeft Althea altijd als een jongen behandeld, en was haar enige goede vriend.

Ronica Vestrit: De vrouw van Ephron en moeder van Keffria, Althea en nog drie zoons. Ze is een standvastige, sobere vrouw die de financiële kant van Ephrons handel behandelde.

Keffria Vestrit: Een meningloze dame die alles zo veel mogelijk volgens de tradities en regel doet. Ze is getrouwd met Kyle Haven, en met hem heeft ze drie kinderen; Wintrow, Malta en Selden.

Althea Vestrit: Een jonge, jongensachtige vrouw die geniet van het leven op zee. Ze komt vaak als verwend over, en doet vaak wat haar hart haar ingeeft.

Vivacia: Het levende schip van de familie Vestrit. Ze komt tot leven in een hectische tijd; haar beste vriendin Althea moet weg van het schip en ze wordt ingezet als slavenschip. Het levende schip voelt hun lijden en het grote ongemak van Wintrow, en dat terwijl de eerste jaren van een schip karaktervormend zijn. Uiteindelijk ziet ze Kennit helpen met koning worden als haar ultieme doel.

### Familie Haven
Kyle Haven: De echtgenoot van Keffria Vestrit. Hij is half-Kwarts en houdt er af en toe harde manieren op na. Hij wil weliswaar het beste voor de Vestrits, maar brengt het verkeerd over. Als Ephron sterft en het schip aan Keffria nalaat, wordt Kyle kapitein. Hij ontslaat Bresker en Althea en neemt zijn oudste zoon Wintrow tegen zijn zin in mee op zee.

Wintrow Haven: Een vredeliefende en jonge jongen die al vroeg werd weggezonden om in de leer te gaan, om priester van Sa te worden. Als zijn grootvader overlijdt en hij naar zijn ouderlijk huis terug moet keren, is hij een buitenbeentje geworden. Hij moet wennen aan het harde leven op zee, maar vindt het in zijn hart een echte zeeman te zijn. Hij heeft altijd een stroeve relatie met Vivavia gehad.

Malta Haven: Een mooie, jonge vrouw met een rebelse kant. Ze droomt ervan de vrouw te zijn van een rijke en knappe zeeman, maar komt al snel achter de negatieve zijde van haar rijke leventje.

Selden Haven: Selden komt in dit boek nog heel weinig voor. Hij is een klein mannetje dat nog nieuwsgierig is naar alles om zich heen.

## Samenvatting van het Boek

### Inleiding
In dit eerste deel van de tweede trilogie van Robin Hobb, de Boeken van de Levende Schepen, worden altijd klein gehouden aspecten in een fantasieboek breed uitgemeten, op een geniale manier. Van Hobb was iedereen de ingewikkelde intriges van het vorstenhuis in de Zeven Hertogdommen gewend, maar ook toen het verhaal zich tijdelijk verder naar het zuiden verplaatste, naar Beijerstad aan de Gedoemde Kust, onderdeel van het rijk van Jamaillia, hielden die ingewikkelde plotlijnen niet op met ontstaan. Het verhaal draait om de vaardersfamilies van Beijerstad; de afstammelingen van de eerste kolonisten die zich vanuit de stad Jamaillia naar de Gedoemde Kust en diens met magie doordrenkte Wilde Regenrivier waagde. Het leven voor mensen bleek er achter zwaarder dan verwacht. De rivier was wild, giftig, dan weer melkwit, of opeens buiten zijn oevers getreden. De constante blootstelling aan de magie eiste op lange termijn een tol die vaak wordt beschreven als ‘Erger dan de dood’. Onvruchtbaarheid was daar slechts een onderdeel van.
De groep kolonisten scheidden zich; het ene deel bleef bij de rivier die hen ernstige misvormingen aandeed, en het andere deel stichtte de stad Beijerstad aan de Koopvaarderbaai. Van de satraap van het rijk Jamaillia, die zetelt in de gelijknamige hoofdstad die als bakermat van alle kunst, cultuur en beschaving wordt beschouwd, beloofde de stichters van Beijerstad een handelsmonopolie met de andere groep aan de wilde regenrivier, in ruil voor een winstpercentage.
Zo groeide Beijerstad en handelde het met hun verre verwanten aan de rivier in magische, exotische en zeldzame goederen. Maar een product uit de verre streek is echt gewild; toverhout die eigenlijk draken cocons blijken te zijn. De boten van de koopvaarders die gemaakt waren van dit toverhout waren verschrikkelijk duur; zo duur dat men er veelal generaties overdeed om de hoge schulden terug te betalen.
Er is echter een rede waarom de koopvaarders dit doen; het toverhout bezit, zoals zijn naam al doet vermoeden, magische eigenschappen. Want de boten die ervan gemaakt zijn zullen op een innige manier met hun familie verbonden zijn. Het boogbeeld van elk van zo’n schip, dat op een reusachtig leek, zal na drie generaties van vaarders tot leven komen als iemand van de derde generatie van zijn familie op het dek sterft. En een levend schip heeft eigenschappen waarvan andere vaarders alleen durfden te dromen. Het kan razendsnel gaan, ongelukken voorkomen, zeer royaal zijn naar zijn familie toe, gevaren ontwijken, maar bovenalles: het kon de wilde regenrivier bevaren via dezelfde route die de koopvaardersfamilie onschatbare rijkdom zal kunnen brengen.

### Het Verhaal
Het verhaal begint wanneer de befaamde kapitein Ephron Vestrit, de derde generatie van de oude scheepvaardsfamilie Vestrit, op sterven ligt in zijn woonplaats Beijerstad en zijn uiteengevallen familie toestroomt.
Zijn vrouw, Ronica Vestrit heeft hem een lang jaar verzorgd, terwijl zijn sterke zeemanslichaam steeds verder verzwakte. Ronica en Ephron hadden al drie zonen verloren aan de bloedpest, die volgens de verhalen een magische ziekte is die via de Wilde Regenrivier was gekomen. Hun oudste dochter Keffria is een echte dame geworden, getrouwd met ‘een man naar haar hart’, de half-Kwartser Kyle Haven. Keffria en Kyle hebben drie kinderen. Hun oudste zoon Wintrow hadden ze al vroeg afgestaan om als priester van Sa in de leer te gaan in een ver klooster. Hun dochter Malta zal spoedig haar ware, rebelse, puberale kant laten zien. Hun jongste zoon Selden is een vrij stille en teruggetrokken jongen.
De andere dochter van Ephron en Ronica is een verwilderd meisje geworden: Althea. Haar vader heeft haar grootgebracht als zijn jongen, en ze heeft een zeer hechte band opgebouwd met hun familieschip, de Vivacia. Samen met Kyle, die ze allerminst mag, was Althea bezig met hun terugreis naar Beijerstad. Een jaar eerder waren ze vertrokken zonder haar vader, die ziek was geworden. Ze brandt van nieuwsgierigheid naar zijn conditie.
Ephrons kleinzoon Wintrow is door zijn familie weggeroepen van zijn klooster om zijn grootvader zijn laatste eer te bewijzen. Wintrow Haven is opgegroeid tot een vredelievende, geduldige en moraalvolle priester-in-opleiding. Hij lijkt allerminst op zijn vader, maar is in diens ogen week en vrouwelijker dan Althea ooit was geweest. Met zware tegenzin is Wintrow naar het huis van zijn ouders en grootouders in Beijerstad afgereisd.
Een andere opvarende van de Vivacia is Bresker Trell van de Oude Beijerstadse vaardersfamilie Trell. Hij is de oudste zoon van de Trells, maar hij is onterfd omdat hij te losbandig leefde. Ephron heeft hem een tweede kans gegeven, die Kyle hem niet gunt. Hij wordt direct nadat ze aan wal komen als tweede stuurman ontslagen door Kyle. Als de hele familie Vestrit verzameld is in Beijerstad wordt Ephron aan boord gebracht, waar de beroemde kapitein sterft. Omdat Ephron de derde generatie vaarders van de Vivacia is die aan boord sterft, heeft het toverhout van het schip genoeg herinneringen vergaard en komt het tot leven. De Vivacia, nu een Levend Schip, kan nu handel drijven met de Wilde Regenlanden, maar Ephron heeft dit altijd al verboden. Hij vond de prijs van de magie en het contract van meerdere generaties te hoog.
Als het testament van Ephron bekend wordt gemaakt is iedereen geschokt; hij laat alles, ook het schip, na aan zijn oudste dochter Keffria. Dit om het bezit in weinig handen te houden om de overlevingskans van het familiefortuin te vergroten. Haar man Kyle wordt kapiteins op het schip, en hij laat Althea niet meer toe aan boord. In de lange ruzie die volgt doet legt hij een overhaaste en onoverdachte eed af; als Althea van ten minste één gerenommeerde kapitein een referentie krijgt, die bewijst dat ze een bekwame zeevrouw is, zal hij haar het schip teruggeven. Althea besluit te proberen hem aan deze eed te houden en loopt weg van huis.
De zware taak om het familieerfgoed van de Vestrits te redden rust op de schouders van Kyle Haven. Door de slavenhandel vanuit Jamaillia, de hoofdstad van het gelijknamige satrapie, met het barbaarse Kwarts en de goedkope producten die de slaven produceren zijn de Oude Vaarders van Beijerstad in de problemen gekomen. Kyle neemt een besluit dat tegen de principes van Ronica en Keffria ingaat; hij gebruikt de nog kwetsbare en pas tot leven gekomen Vivacia, die alles van de mensen aan boord voelt, om slaven mee te verhandelen. Hij dwingt zijn oudste zoon Wintrow mee te gaan aan boord van de Vivacia want een levend schip heeft iemand van het familiebloed nodig om niet krankzinnig te worden. Wintrow verzet zich hevig en doet alles dat mogelijk is om te ontsnappen; hierbij komt het zelfs zo ver dat hij in Jamaillia als slaaf gevangen wordt genomen, wordt getatoeëerd en door zijn vader als slaaf wordt teruggekocht. Wintrow heeft moeite met Vivacia, want hij bouwt een goede band met haar op maar kan als priester niet accepteren dat iets leeft zonder een eigen ziel te hebben, dat haar is geschonken door Sa. Ook botsen zijn priestersprincipes met het zeemansleven aan boord van het schip.
Althea heeft inmiddels hulp gekregen van haar vriendin Amber (Hobb), de kralenmaakster. Zij leert haar hoe ze voor een man kan doorgaan, zodat ze de kans heeft geaccepteerd te worden aan boord van een schip. Althea, die zich nu Athel noemt, maakt dankbaar gebruik van Ambers wijsheden en gaat op zoek naar een schip waarop ze zichzelf kan bewijzen.

Die kans krijgt ze als ze scheepsjongen wordt aan boord van de Oogster, waar de ontslagen en onterfde Bresker Trell ook blijkt te varen. De Oogster vaart naar het noorden, waar de opvarenden zeeleeuwen slachten en hun producten meenemen naar het zuiden.
Tijdens een mislukte poging van ronselaars om Athel en enkele anderen mee te nemen raakt ze zwaargewond, en laat zich verzorgen door Bresker. Hoewel ze normaal gesproken een zekere afstand tot elkaar houden, komen ze die nacht wel heel dicht tot elkaar. Hun samenzijn verwart Althea, die niets vasts wil hebben. Ze is dan ook blij als ze van boord mag. Als Althea haar ware naam moet onthullen voor een label, een referentie van de kapitein, komt de kapitein achter haar ware identiteit, en hij stuurt haar zonder label weg. Ze is moederziel alleen in het verre Kaarsdorp, tot ze een levend schip uit Beijerstad tegenkomt. De Tenira's van de Ophelia nemen haar aan boord als Athel, maar komen er al snel achter dat ze in werkelijkheid Althea Vestrit is. Omdat kapitein Tenira niet voor gek wil staan als iemand die een vrouw voor een jongen aanziet neemt hij Althea als vrouw aan boord in de functie van eerste stuurman, terwijl zijn zoon Grag zogenaamd ziek op bed ligt. Grag wordt verliefd op Athea, maar zij voelt geen romantische liefde voor hem en is nog enigszins verward over Bresker.

In Beijerstad aangekomen komt Bresker echter met een onaangename verrassing: de Vivacia is gekaapt door de ambitieuze Kapitein Kennit.
Gedurende de reis heeft Wintrow een dubbelzinnige band opgebouwd met Vivacia, die van vertrouwen en verbintenis tegenover wantrouwen en walging voor het leven waar zij letterlijk het boegbeeld van is. Hij gaat ook steeds verder van zijn vader af staan, die hem als een verwend en vrouwelijke jongen ziet. De bemanning blijft hem zien als 'de zoon van de kapitein' en 'de priesterjongen'. Zijn moreel botst met het zware zeemansleven. Hij is dan ook vaak in het onderruim te vinden, om de zwakke slaven te verzorgen en ze te helpen met hun verwondingen. Tijdens de passage van de Vivacia door een moeilijk bevaarbare route op een stormachtige nacht komen de slaven in opstand en weten ze zich te bevrijden door misbruik te maken van de verzorging van Wintrow.
Kapitein Kennit heeft grote plannen; hij wil koning worden van het niemandsland 'de Pirateneilanden', met al zijn onwettige nederzettingen. Als hij een bezoek brengt aan de vreemde orakels, 'de Anderen', van het eiland van de Anderen krijgt hij te horen dat hij grote kansen zal krijgen in de toekomst. Op zijn schip, de Mariëtta, overvalt hij grote scheepvaarders en entert hij hun schepen. Kennit zou graag een Levend Schip uit Beijerstad willen bezitten. Met zijn eerste stuurman en vriend, de ex-slaaf Sorcer, maakt hij een afspraak; voor elk Levend Schip dat ze achtervolgen, kapen ze een slavenhaler. En zo bouwt Kennit al snel de reputatie op van een ijzeren kapitein met een hart.

Er zijn echter ook mensen die hem die macht niet gunnen en aanslagen op hem plegen. Bij zo'n aanval in het piratennest Deeldrop moet hij zijn favoriete hoer, Etta, uit veiligheid meenemen. Etta en Kennit gaan zo door met het bevrijden van slaven, die vaak piraten worden op de schepen waarvan ze zijn bevrijd.

Tijdens een aanval van een wrede zeeslang verliest Kennit een groot deel van zijn rechterbeen, en door infecties en onbekwame helers zal hij spoedig sterven.

Intussen breekt er een slavenopstand uit op het levende schip Vivacia, dat tot slavenschip is omgebouwd. De hele bemanning, op Wintrow en zijn vader na, wordt gedood. Wintrow belooft het been van Kennit te genezen als hij en zijn vader mogen blijven leven, wat toch al een vereiste is om het schip niet krankzinnig te laten worden. De Vivacia geniet echter van haar werk als slavenbevrijdster en bouwt een hechte band op met Kennit.
Thuis in Beijerstad kampen Ronica en Keffria met grote financiële problemen. Hun goede vriend Davad Herbegin wordt geaccocieerd met verraad en samenwerking met de nieuwe vaarders en hij brengt de Vestrits daardoor nog verder in de problemen.

Ondertussen heeft Malta zich ontpopt tot een ware rebel die maar al te graag de voordelen van het vrouw zijn wil ervaren. Ze ontmoet de jonge Regenman Reyn Khuprus, wiens hart ze steelt. Tegelijk wordt ze aanbeden door haar jeugdvriend en de broer van haar beste vriendin Delo en van Bresker; Cerwin Trell. Ook Malta en Selden ondervinden de grote gevolgen van het verlies van hun familieschip, en de onzekerheid of hun vader en broer nog in leven zijn.
Ondertussen worden de wateren tussen de Gedoemde Kust en de Pirateneilanden (de Binnenpassage) en de wateren daarbuiten (de Buitenpassage) geteisterd door zeeslangen. Dit zijn draken in hun jeugdfase. Maler en andere slangen trekken noordwaarts, om te gehoorzamen aan een oeroud instinct. Daarbij verliezen ze steeds meer herinneringen, en komen ze achter het bestaan van zeeslangen, die tot dierlijke instincten zijn vervallen en al hun herinneringen, sommige zelfs hun naam, kwijt zijn. Ze zoeken hopeloos naar Een die Zich Herinnert, om hun taak als zeeslagen te vervullen en ze naar hun transformatieplaats te brengen.